# Strangers to Ourselves
| Đánh giá chuyên môn  | Đánh giá chuyên môn    |
| Điểm trung bình      | Điểm trung bình        |
| Nguồn                | Đánh giá               |
| -------------------- | ---------------------- |
| Metacritic           | 70/100                 |
| Nguồn đánh giá       |                        |
| Nguồn                | Đánh giá               |
| The A.V. Club        | B+                     |
| Clash                | [ 3 ]                  |
| Consequence of Sound | B                      |
| Entertainment Weekly | A                      |
| The Guardian         | (Jonze) · (Mongredien) |
| NME                  | [ 8 ]                  |
| Paste                | [ 9 ]                  |
| Pitchfork Media      | [ 10 ]                 |
| PopMatters           | [ 11 ]                 |
| Rolling Stone        | [ 12 ]                 |
| Sputnikmusic         | [ 13 ]                 |

Strangers to Ourselves là album thứ sáu của nhóm nhạc alternative rock người Mỹ Modest Mouse. Album được phát hành vào ngày 17 tháng 3 năm 2015., hai tuần sau khi thông báo phát hành được đưa ra vào ngày 3 tháng 3. Album đã bị rò rỉ trên mạng Internet vào ngày 7 tháng 3 năm 2015. Ngày 16 tháng 3 năm 2015, thời điểm trước ngày phát hành chính thức đúng 1 ngày, Strangers to Ourselves có sẵn để tải kĩ thuật số trên trang Amazon.com (miễn phí cho Prime) và trên cửa hàng iTunes Store.
Đây là album phòng thu đầu tiên của nhóm được phát hành kể từ sau album We Were Dead Before the Ship Even Sank (phát hành năm 2007), đánh dấu khoảng thời gian dài nhất giữa hai album phòng thu trong sự nghiệp của nhóm. Modest Mouse thực ra đã thu âm những chất liệu mới cho hai album nữa trong những buổi thu âm của nhóm, mặc dù album thứ hai vẫn còn một số bài hát chưa hoàn thiện.
Bìa album là hình ảnh chụp từ trên cao của khu nghỉ dưỡng Venture Out RV Resort, tọa lạc tại Mesa, Arizona.

## Các đĩa đơn
Đĩa đơn đầu tiên từ album, "Lampshades on Fire", có sẵn để tải xuống và ở trên các dịch vụ âm nhạc trực tuyến vào ngày 15 tháng 12 năm 2014. Một bài hát khác trong album, "Coyotes", có sẵn để tải xuống vào ngày 20 tháng 1 năm 2015. Bài hát thứ ba, "The Best Room", được ra mắt vào ngày 3 tháng 2 năm 2015 cùng với danh sách bài hát của album. Bài hát thứ tư từ album, "The Ground Walks, with Time in a Box", ra mắt vào ngày 16 tháng 2 năm 2015. Vào ngày 3 tháng 3, bài hát cuối cùng trong danh sách bài của album "Of Course We Know", ra mắt thành bài hát thứ năm từ album.

## Diễn biến thương mại
Strangers to Ourselves ra mắt tại vị trí #3 trên bảng xếp hạng US Billboard 200, với doanh số đạt 77.000 bản (trong đó lượng album truyền thống đạt 73.000 bản, chiếm 90% tổng doanh số).

## Danh sách và thứ tự các bài hát
Tất cả lời bài hát được viết bởi Isaac Brock, trừ lời bài hát "God is an Indian and You're an Asshole" được viết bởi Jeremiah Green.; tất cả nhạc phẩm được soạn bởi Modest Mouse.
| Strangers to Ourselves | Strangers to Ourselves                   | Strangers to Ourselves |
| STT                    | Nhan đề                                  | Thời lượng             |
| ---------------------- | ---------------------------------------- | ---------------------- |
| 1.                     | "Strangers to Ourselves"                 | 3:24                   |
| 2.                     | "Lampshades on Fire"                     | 3:08                   |
| 3.                     | "Shit in Your Cut"                       | 4:44                   |
| 4.                     | "Pistol (A. Cunanan, Miami, FL. 1996)"   | 3:42                   |
| 5.                     | "Ansel"                                  | 2:56                   |
| 6.                     | "The Ground Walks, with Time in a Box"   | 6:12                   |
| 7.                     | "Coyotes"                                | 3:31                   |
| 8.                     | "Pups to Dust"                           | 3:31                   |
| 9.                     | "Sugar Boats"                            | 4:03                   |
| 10.                    | "Wicked Campaign"                        | 3:34                   |
| 11.                    | "Be Brave"                               | 3:31                   |
| 12.                    | "God is an Indian and You're an Asshole" | 1:17                   |
| 13.                    | "The Tortoise and the Tourist"           | 3:41                   |
| 14.                    | "The Best Room"                          | 4:25                   |
| 15.                    | "Of Course We Know"                      | 5:24                   |

### Phiên bản đĩa vinyl
| Mặt 1 của đĩa vinyl | Mặt 1 của đĩa vinyl                    | Mặt 1 của đĩa vinyl |
| STT                 | Nhan đề                                | Thời lượng          |
| ------------------- | -------------------------------------- | ------------------- |
| 1.                  | "Strangers to Ourselves"               | 3:24                |
| 2.                  | "Lampshades on Fire"                   | 3:08                |
| 3.                  | "Shit in Your Cut"                     | 4:44                |
| 4.                  | "Pistol (A. Cunanan, Miami, FL. 1996)" | 3:42                |

| Mặt 2 của đĩa vinyl | Mặt 2 của đĩa vinyl                      | Mặt 2 của đĩa vinyl |
| STT                 | Nhan đề                                  | Thời lượng          |
| ------------------- | ---------------------------------------- | ------------------- |
| 1.                  | "Ansel"                                  | 2:56                |
| 2.                  | "The Ground Walks, with Time in a Box"   | 6:12                |
| 3.                  | "Coyotes"                                | 3:31                |
| 4.                  | "God is an Indian and You're an Asshole" | 1:17                |

| Mặt 3 của đĩa vinyl | Mặt 3 của đĩa vinyl | Mặt 3 của đĩa vinyl |
| STT                 | Nhan đề             | Thời lượng          |
| ------------------- | ------------------- | ------------------- |
| 1.                  | "Sugar Boats"       | 4:03                |
| 2.                  | "Wicked Campaign"   | 3:34                |
| 3.                  | "Be Brave"          | 3:31                |
| 4.                  | "Pups to Dust"      | 3:31                |

| Mặt 4 của đĩa vinyl | Mặt 4 của đĩa vinyl            | Mặt 4 của đĩa vinyl |
| STT                 | Nhan đề                        | Thời lượng          |
| ------------------- | ------------------------------ | ------------------- |
| 1.                  | "The Tortoise and the Tourist" | 3:41                |
| 2.                  | "The Best Room"                | 4:25                |
| 3.                  | "Of Course We Know"            | 5:24                |

## Thành phần tham gia

### Modest Mouse
- Isaac Brock - Hát chính, Ghi-ta, Twelve String, Piano, Rhodes, Mellotron, Trống, EBow, Ghi-ta Baritone, MS-20
- Jeremiah Green - Trống, Conga, Sequencers, Trống điện tử, Djembe, Death Whistle, Vibes, Korg, Kalimba, Cigar Box, Ghi-ta, Hát nền
- Tom Peloso - Trống, Synth, Rhodes, Piano, Upright Piano, Cornet, Kalimba, Ghi-ta Acoustic, Hát nền
- Jim Fairchild - Gh-ta, Rhodes, Ukulele, Hát nền
- Russel Higbee - Trống, Rhodes, Upright Bass, Ghi-ta, Pump Organ, Vibes, Piano điện tử, Ghi-ta Baritone, Euphonium, Kalimba, Cornet Organ, Hát nền
- Lisa Molinaro - Viola, Cello, Trống, Hát chính

### Những người cùng tham gia
- Ben Massaralla - Bộ gõ
- Darrin Wiener - Modular Synthesis, Field Recordings, 303 Programming, Sound Manipulation
- Dann Gallucci - Ghi-ta, Ghi-ta Acoustic, Synth, Drum Machine Sequencing
- Davey Brozowski - Bộ gõ
- James Mercer - Hát
- Jose Medeles - Trống, Bộ gõ, Vibes
- William Slater - Đàn Banjo trong "The Ground Walks, with Time in a Box", Piano, Rhodes, Modular Synth, Hát nền
- Maureen Pandos - Upright Bass
- Tristan Forney - Tuba
- Corrina Repp - Hát nền
- Jeremy Sherrer - Timbales, MPC Proggraming, Hát nền
- Tucker Martine - Bộ gõ
- Seth Lorinczi - Trống
- Ryan Baldoz - Trống phụ

## Xếp hạng
| Bảng xếp hạng (2015)                | Vị trí cao nhất |
| ----------------------------------- | --------------- |
| Album Úc (ARIA)                     | 15              |
| Album Áo (Ö3 Austria)               | 40              |
| Album Bỉ (Ultratop Vlaanderen)      | 125             |
| Album Bỉ (Ultratop Wallonie)        | 192             |
| Album Đức (Offizielle Top 100)      | 47              |
| Album New Zealand (RMNZ)            | 39              |
| Album Thụy Sĩ (Schweizer Hitparade) | 96              |
| Album Anh Quốc (OCC)                | 28              |
| Album Hoa Kỳ Billboard 200          | 3               |
| Album Hoa Kỳ Top Rock (Billboard)   | 1               |

| Bảng xếp hạng (2015)           | Vị trí |
| ------------------------------ | ------ |
| Mỹ Top Rock Albums (Billboard) | 24     |